# Panneau de signalisation d'intérêt culturel et touristique en France

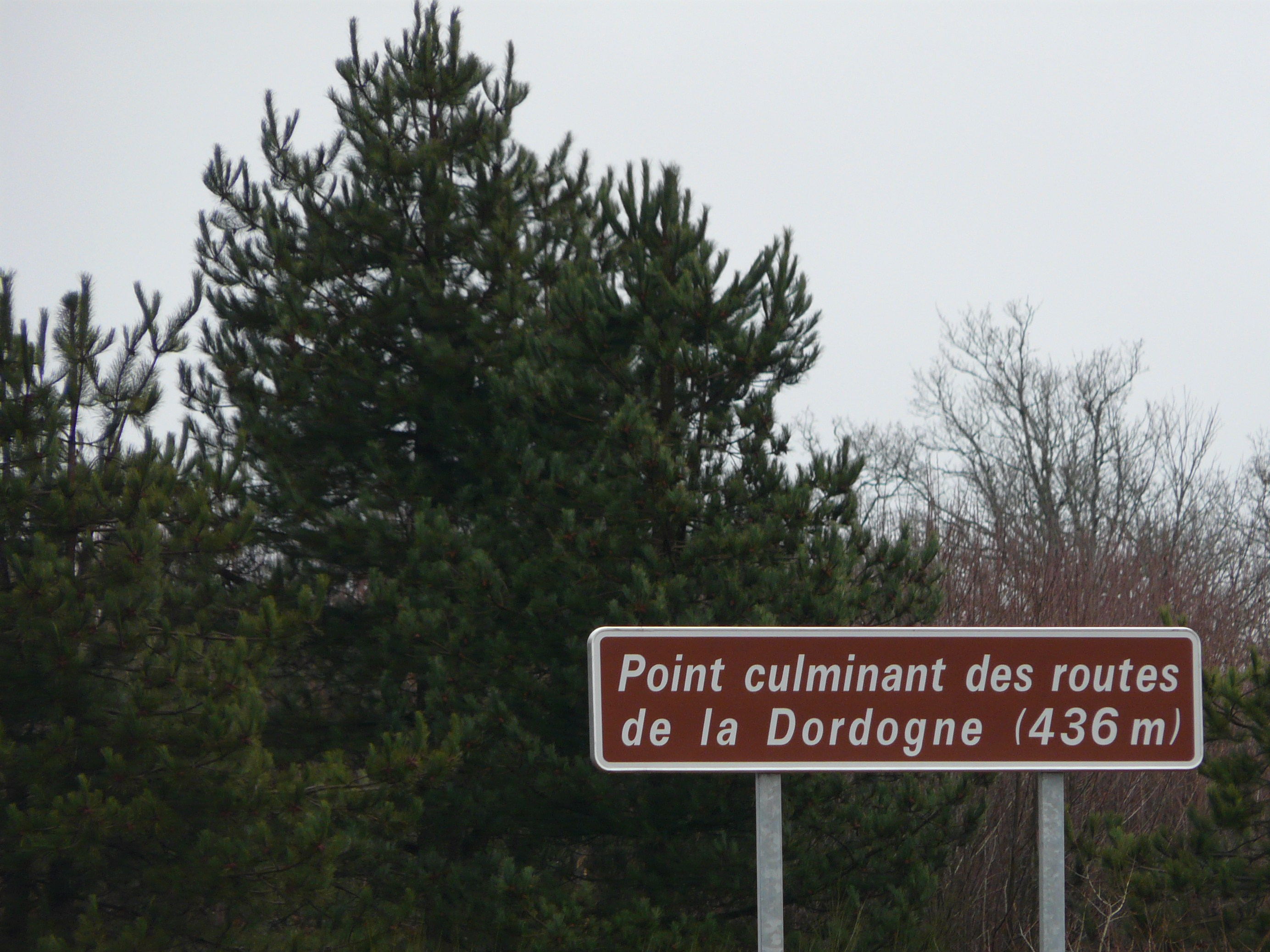
Panneau indiquant le point culminant des routes de la Dordogne et son altitude.

Les panneaux routiers de signalisation d'intérêt culturel et touristique (dénomination officielle de 2008) sont un type de panneaux de signalisation routière présents sur le réseau routier en France, qui ont pour vocation d'informer les usagers de la route sur un lieu ou un itinéraire à caractère touristique. Leur codification commence par un H.
Leur couleur dominante, marron, très spécifique, est à l'origine du nom de panneaux marron qui leur est fréquemment attribué dans le langage courant.
Ils se déclinent en trois types signalétiques : les panneaux d'animation, les panneaux de balisage et les panneaux de signalisation du patrimoine.
Les principaux designers/graphistes ayant travaillé sur ces panneaux étaient Philippe Collier ainsi que Jean Widmer.

## Histoire

### Préfiguration
La signalisation routière à vocation touristique fait son apparition officielle dans l'instruction générale sur la signalisation du 1er août 1946, qui introduit la possibilité de panneaux permettant de « fournir aux touristes les indications nécessaires pour leur permettre d'accéder à des sites et à des monuments historiques ». L'instruction interministérielle du 22 octobre 1963 introduit de nouveaux panneaux directionnels, qui peuvent mentionner des données touristiques, sans que ce domaine ne soit explicitement mis en avant par le texte.

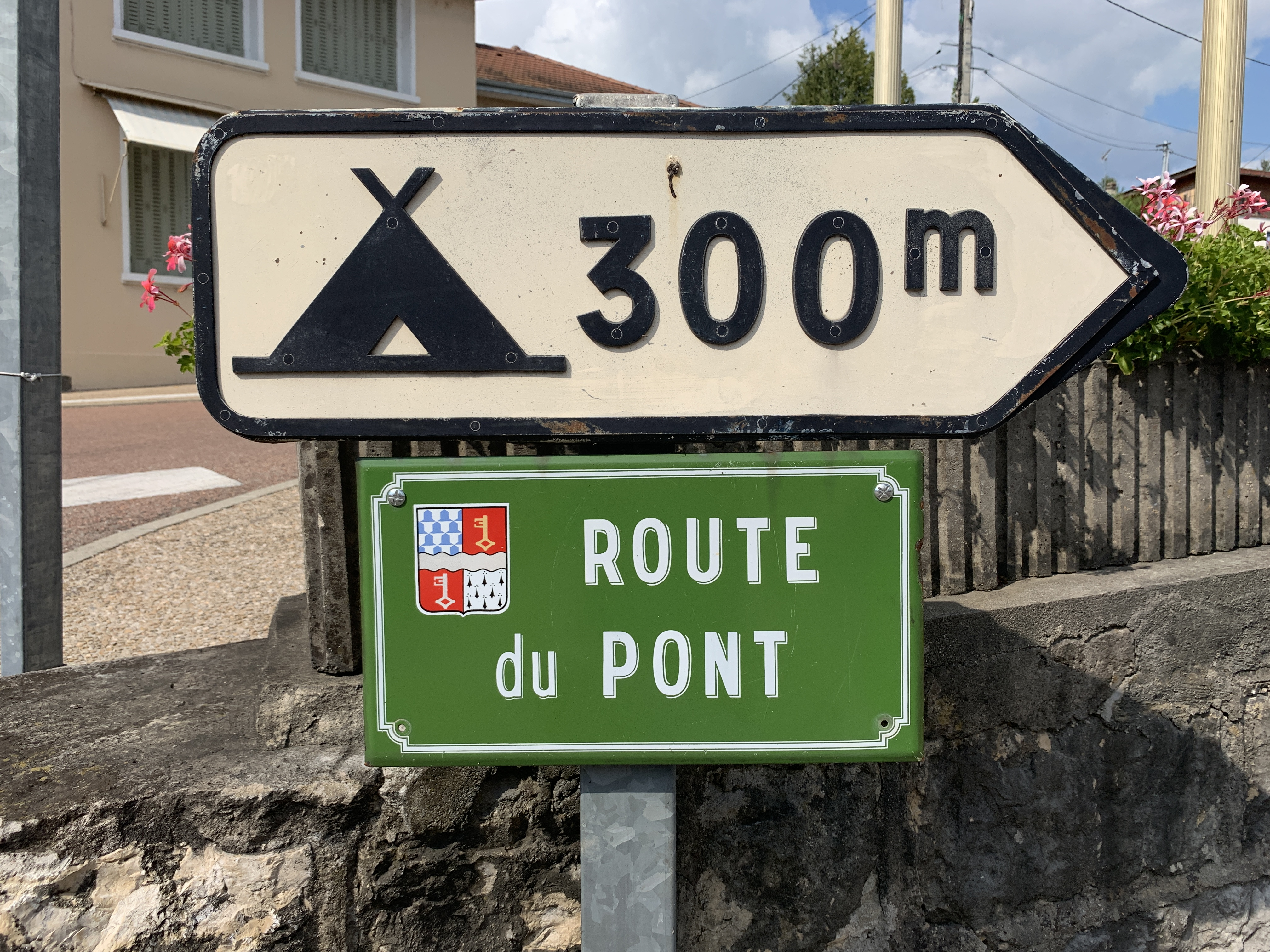
Panneau de type H2a dans l'Ain.

L'arrêté du 24 novembre 1967 relatif à la signalisation des routes et autoroutes, qui fixe les règles d'utilisation des signaux et formalise le classement de ces derniers en types définis par des lettres (A, B, C, etc.), crée en revanche un nombre important de nouveaux signaux. Le type H concerne différents panneaux d'information, présentés dans l'arrêté comme « signaux comportant des indications touristiques ou d'intérêt local », au nombre de huit : 
- panneaux H1, H1bis et H3 donnant des informations à caractère local ;
- panneaux H2a, H2b, H2c indiquant les campings ;
- panneau H2d pour les auberges de jeunesse ;
- panneaux H4 pour signaler les monuments historiques et sites classés.

Ces panneaux emploient des tons blancs, bleus et crème.

### La naissance des « panneaux marron »
La couleur marron est introduite une première fois par une circulaire du 21 août 1972, qui propose de nouveaux panneaux de cette couleur pour annoncer la présence d'un parc naturel régional (création des panneaux de type H10). La Commission permanente de signalisation d'août 1973 élargit ensuite cette nouvelle option à tous les panneaux du type H, sans toutefois qu'aucun texte juridique ne confirme ce choix. De ce fait, les panneaux blancs, bleus et crème (de type H1) et les panneaux marron coexistent. C'est aussi lors de cette commission que naît le concept de « signalisation d'animation ».
La signalisation d'animation a émergé dès 1972, à l'initiative du président du conseil d'administration et du directeur de la Société de l'Autoroute de la Vallée du Rhône, qui devient Autoroutes du Sud de la France en 1973. Ils défendent la création d'un nouveau type de signalisation visant à « rompre la monotonie et l'ennui » des usagers du réseau autoroutier, alors en plein développement, mais aussi à renseigner l'automobiliste sur les territoires traversés et lui suggérer la découverte du patrimoine environnant en sortant de l'axe autoroutier. Le principe d'une étude est accepté par le ministre de l'Aménagement du territoire Olivier Guichard, et deux expérimentations sont menées en 1974 sur la section Montpellier-Nîmes de l'autoroute A9 et la section Vienne-Montélimar de l'autoroute A7. Les « panneaux marron » graphiques ont longtemps été exécutés par un nombre réduit d'artistes, essentiellement Jean Widmer pour ASF (Autoroutes du Sud de la France) et Philippe Collier pour Cofiroute (Compagnie financière et industrielle des autoroutes). 
C'est seulement par l'arrêté du 22 décembre 1989 modifiant l'arrêté du 24 novembre 1967 relatif à la signalisation des routes et autoroutes que la signalisation d'animation est introduite pour la première fois dans la réglementation, à travers les trois types suivants :
- panneaux H11 (panneau d'animation à message littéral),
- panneaux H12 (panneau d'animation à message graphique),
- panneaux H13 (panneau d'animation à message littéral et graphique),

L'arrêté modificatif spécifie aussi leur forme (rectangulaire ou carrée) et leur couleur (fond marron, inscriptions et graphismes de couleur blanche).
La circulaire du 11 avril 1974 sur la signalisation touristique, puis l'instruction interministérielle sur la signalisation routière du 7 juin 1977, ou encore l'arrêté du 6 décembre 2011 modifiant l'arrêté du 24 novembre 1967 relatif à la signalisation des routes et des autoroutes viennent enrichir et préciser les consignes concernant la signalisation touristique, sans s'attarder spécifiquement sur les panneaux marron.
L'arrêté du 30 mars 1992 relatif à la signalisation des routes et autoroutes, suivi de la publication dès le 31 mars d'un guide pratique consacré à la signalisation touristique, complète la liste des panneaux de type H, ajoutant aux H11, H12 et H13 deux séries de panneaux. D'une part, les panneaux de balisage d'un itinéraire touristique (type H20) :
- panneau H21 : localisation d'un itinéraire touristique ;
- panneau H22 : présignalisation d'un itinéraire touristique ;
- panneau H23 : présignalisation d'un itinéraire touristique.

D'autre part, les panneaux d'information culturelle et touristique (type H30) :
- panneau H31 : indication d'une curiosité ou d'un lieu touristique, complétée par la direction à suivre ;
- panneau H32 : indication d'une curiosité ou d'un lieu touristique, complétée par la direction à suivre ainsi que par un message graphique ;
- panneau H33 : indication d'une curiosité ou d'un lieu touristique complétée par un message graphique.

Tous ces panneaux, qui commençaient déjà à trouver place le long des axes routiers depuis les années 1970, sont désormais régis par un code pratique.
Le panneau H24 est ajouté en 2001.

## Typologie officielle

### Panneaux d'animation culturelle et touristique
Ils sont placés sur les autoroutes et les routes express à chaussées séparées et carrefours dénivelés, pour donner des indications culturelles et touristiques d’intérêt général et permanent. Ils ne peuvent être installés sur des routes n'ayant pas les caractéristiques autoroutières. Il existe 3 panneaux de ce type :
- Panneau H11 : indication par message littéral ;
- Panneau H12 : indication par message graphique ;
- Panneau H13 : indication par message littéral et graphique.

Les panneaux de type H10 sont de forme rectangulaire ou carrée. Ils sont à fond marron, listel et inscription blancs ; le graphisme est de couleurs blanche et marron. Introduits dans les années 1970, ils sont réglementés, conformément à l'article 7 de l'arrêté du 24 novembre 1967 relatif à la signalisation des routes et autoroutes, modifié par arrêté du 22 décembre 1989.
L'instruction interministérielle sur la signalisation routière précise (article 88) les conditions d'installation des panneaux d'animation, notamment leur nombre maximum de 10 par séquence de 50 kilomètres, ou leur surface maximale (20 m² pour les panneaux H12 et H13).

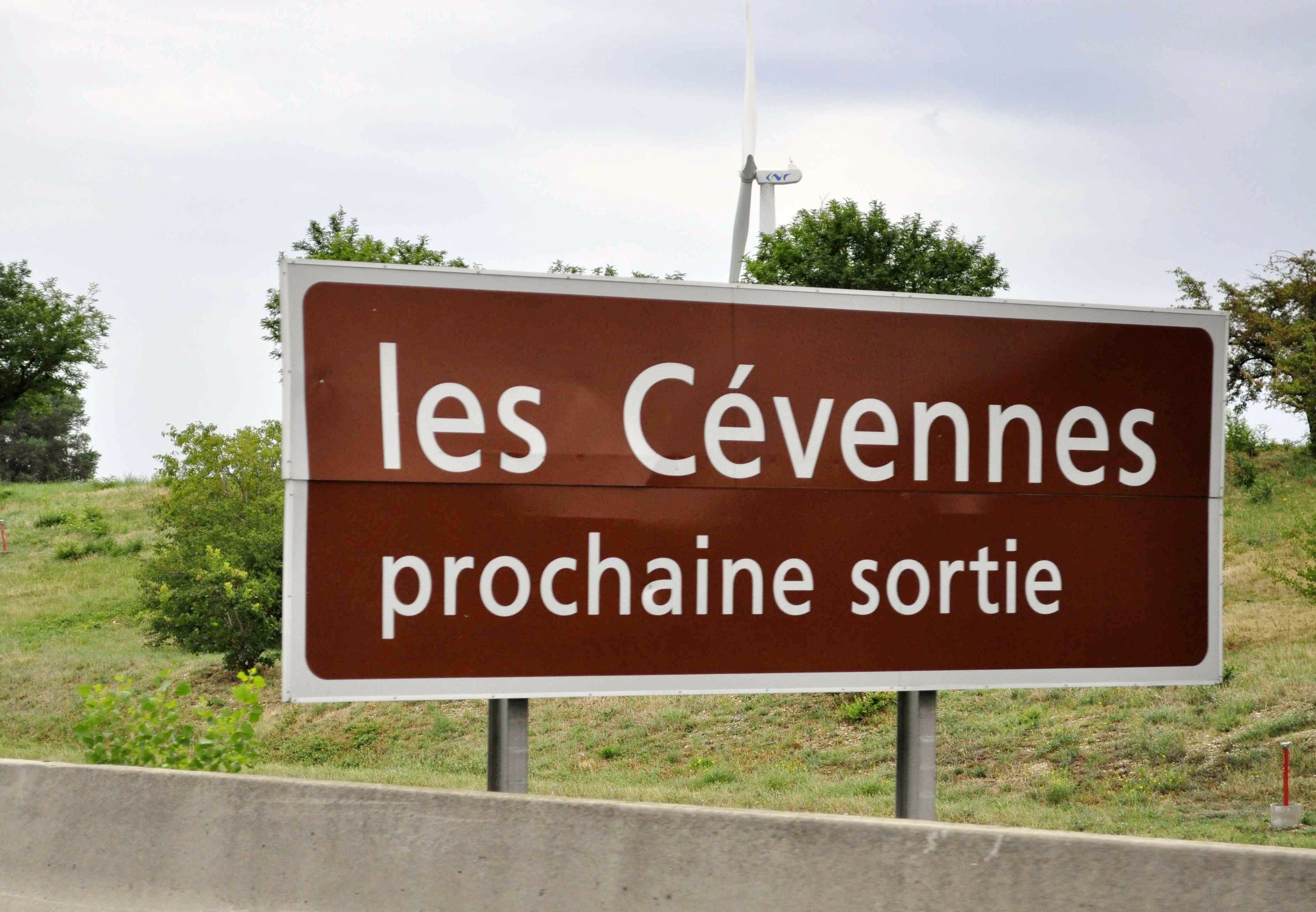
Panneau H11.
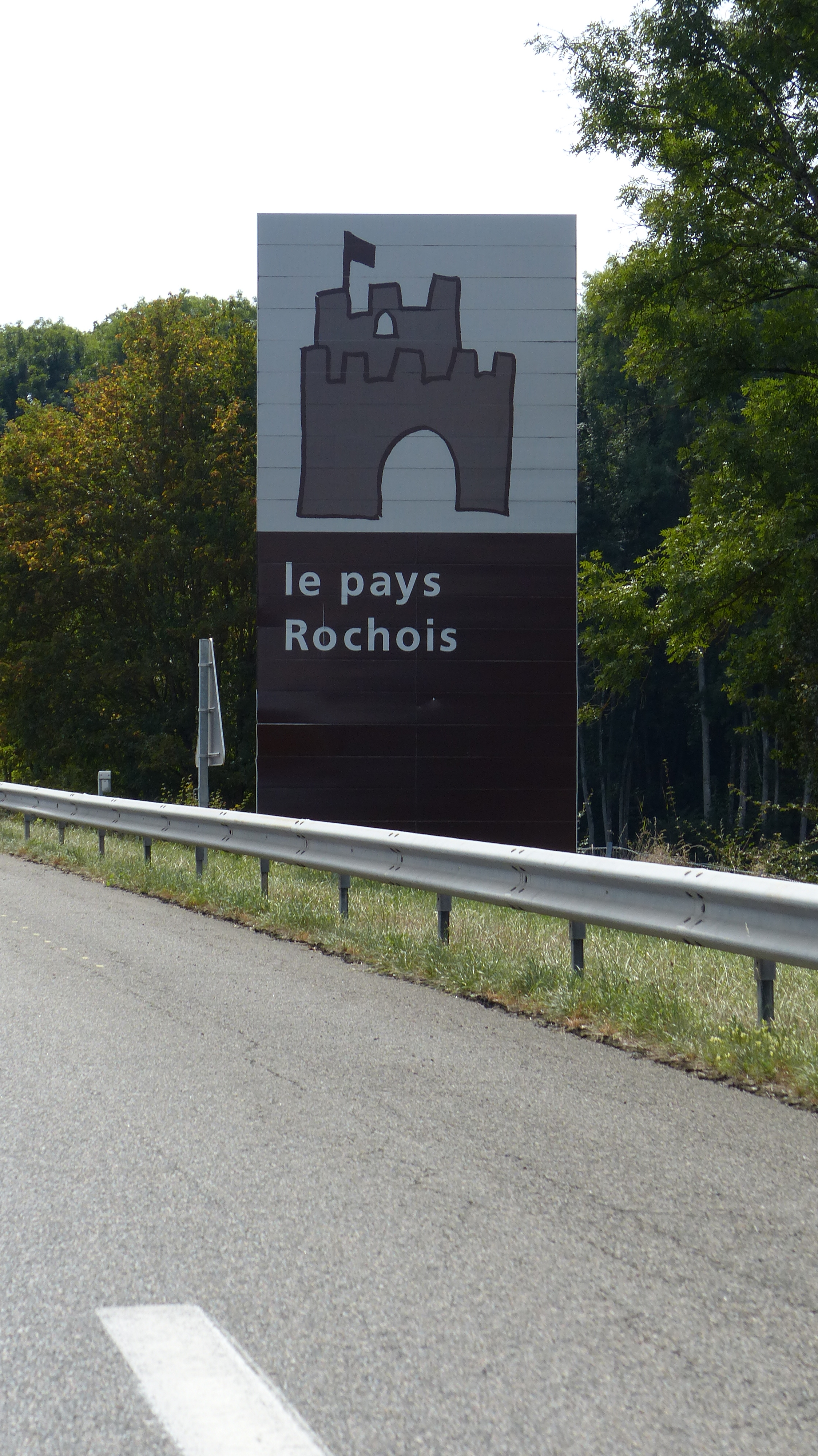
Panneau H13.

### Panneaux de balisage d’itinéraires touristiques
Ils sont placés sur les réseaux routiers pour présignaler et localiser un itinéraire touristique. Il existe 4 panneaux de ce type :
- Panneau H21 : localisation d’un itinéraire touristique ;
- Panneau H22 : présignalisation d’un itinéraire touristique ;
- Panneau H23 : présignalisation d’un itinéraire touristique ;
- Panneau H24 : fin d’un itinéraire touristique.

Les panneaux de type H20 sont de forme rectangulaire. Ils sont à fond marron, listel et inscription blancs. Le panneau H24 comporte une barre oblique rouge.
Les panneaux de type H20 peuvent être installés sur les axes cyclables. Sur un itinéraire cyclable, ils sont surmontés par le panneau Dv11.
Évoqués dès la Commission permanente de signalisation d'août 1973, les panneaux signalant un itinéraire touristique ne sont

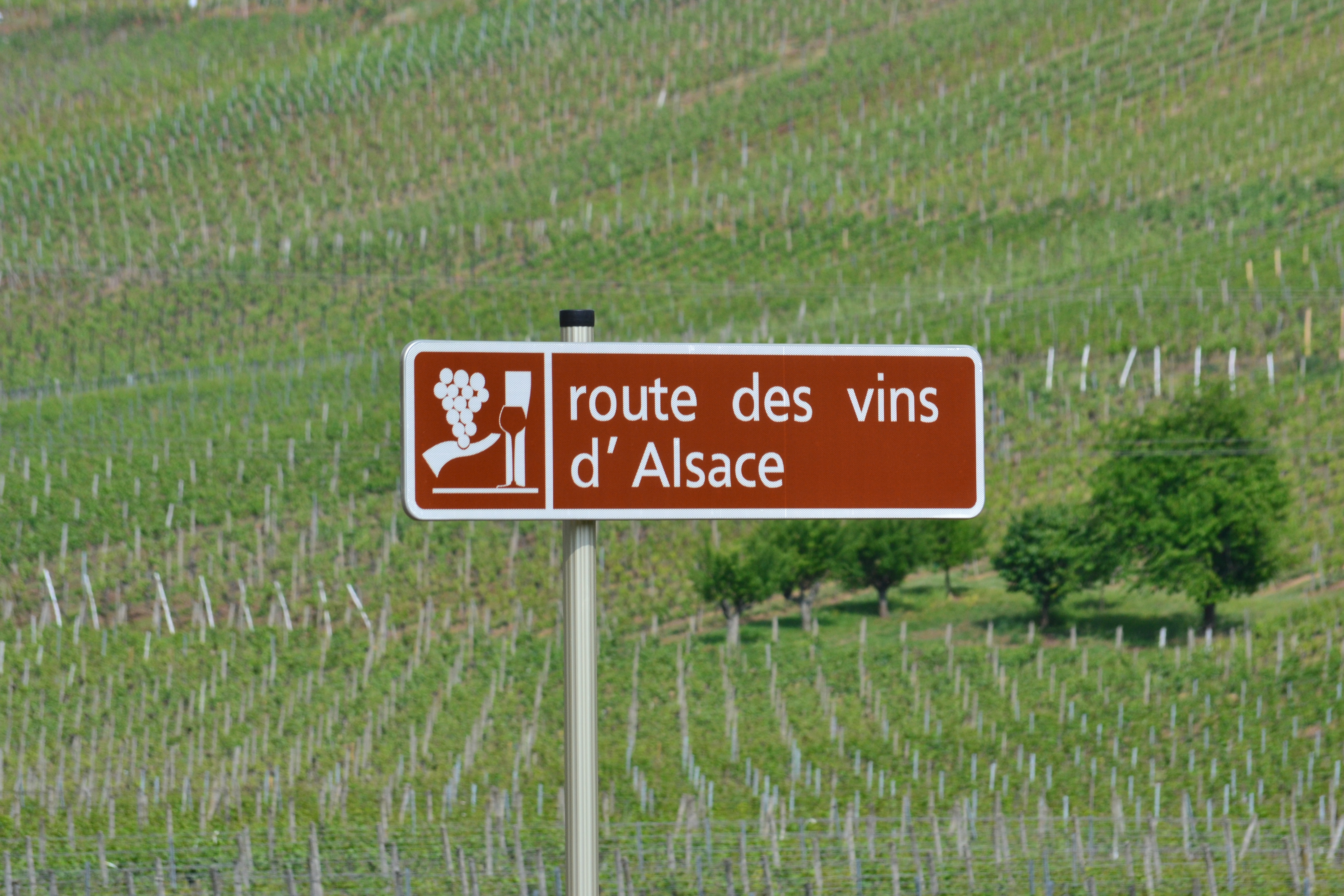
Panneau H21.
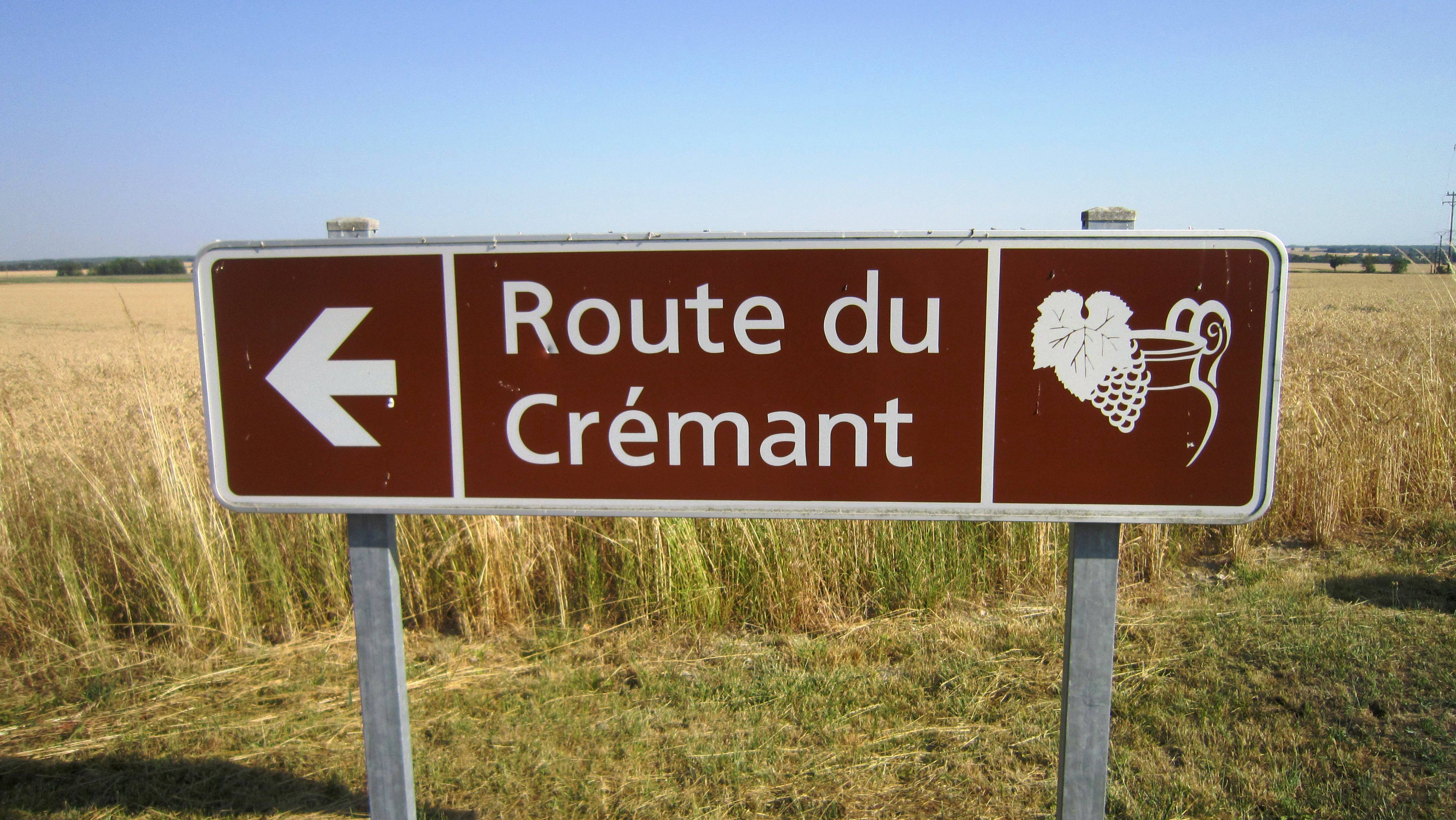
Panneau H22.
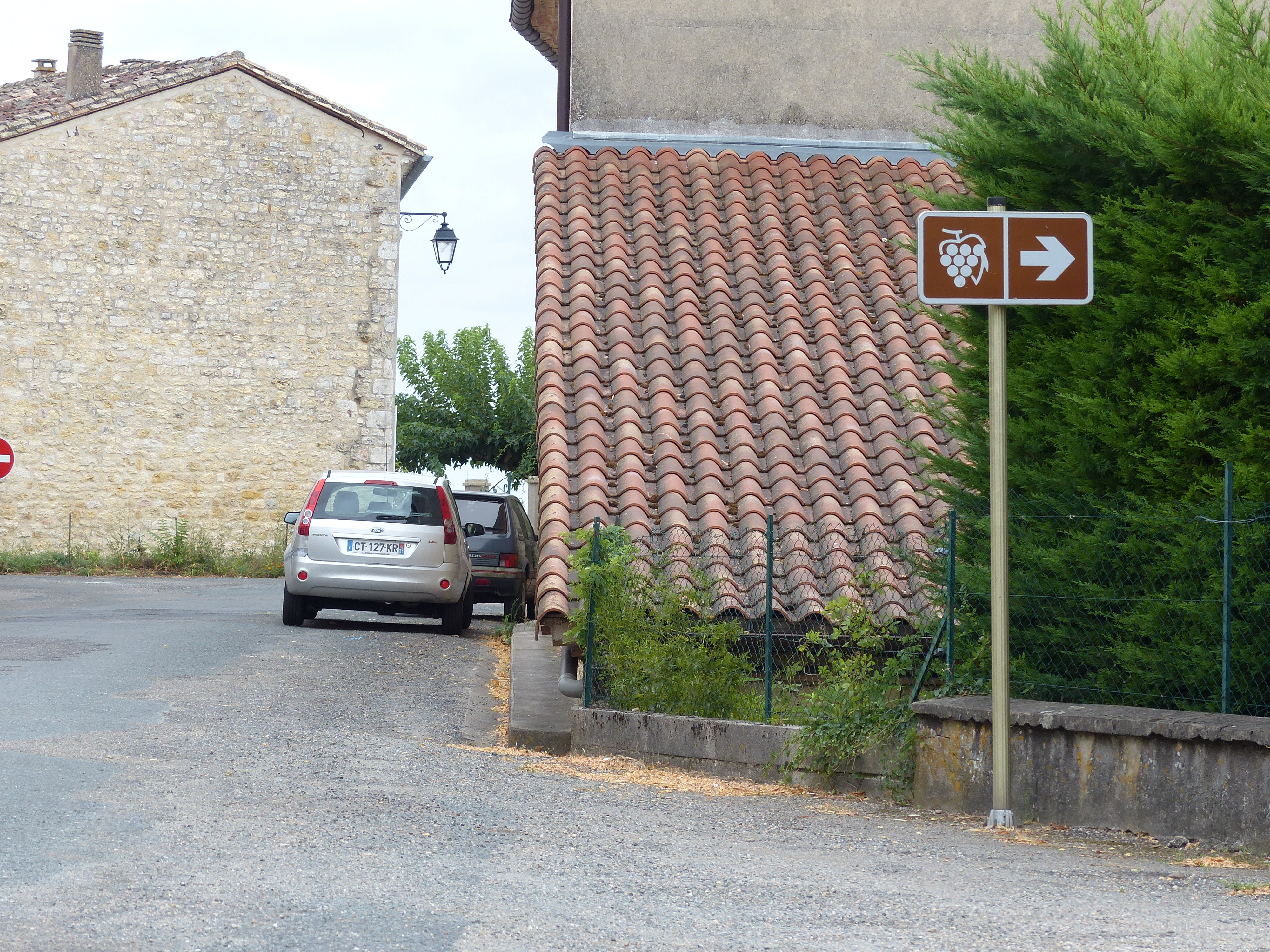
Panneau H23.

### Panneaux de signalisation du patrimoine culturel
Ils sont placés sur les réseaux routiers pour donner des indications culturelles et touristiques d’intérêt général et permanent. Il existe 3 panneaux de ce type :
- Panneau H31 : indication d’une curiosité ou d’un lieu touristique, complétée par la direction à suivre ;
- Panneau H32 : indication d’une curiosité ou d’un lieu touristique, complété par la direction à suivre ainsi que par un message graphique ;
- Panneau H33 : indication d’une curiosité ou d’un lieu touristique complétée par un message graphique.

Les panneaux de type H30 sont de forme rectangulaire. Les registres comportant des inscriptions sont à fond blanc et listel marron ; les inscriptions sont de couleur noire. Le registre comportant un message graphique est à fond marron et listel blanc ; le graphisme est de couleurs blanche et marron.
L'instruction interministérielle sur la signalisation routière précise (article 88) les conditions d'installation des panneaux de signalisation, notamment leur localisation à une distance obligatoirement inférieure à 15 km du site touristique signalé. Par ailleurs, le panneau H32 doit se trouver 5 à 10 secondes en amont de l'intersection.

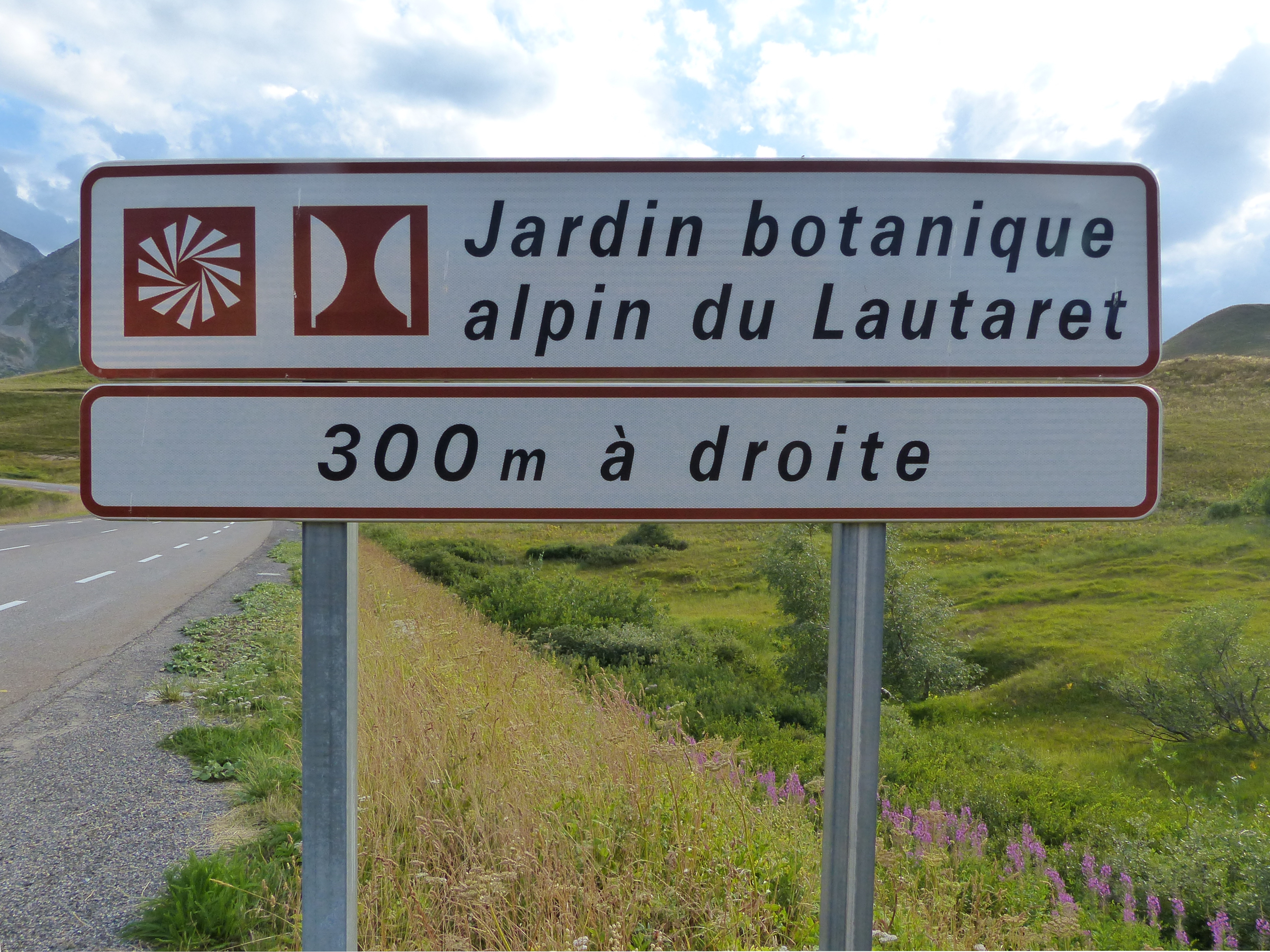
Panneau H31.
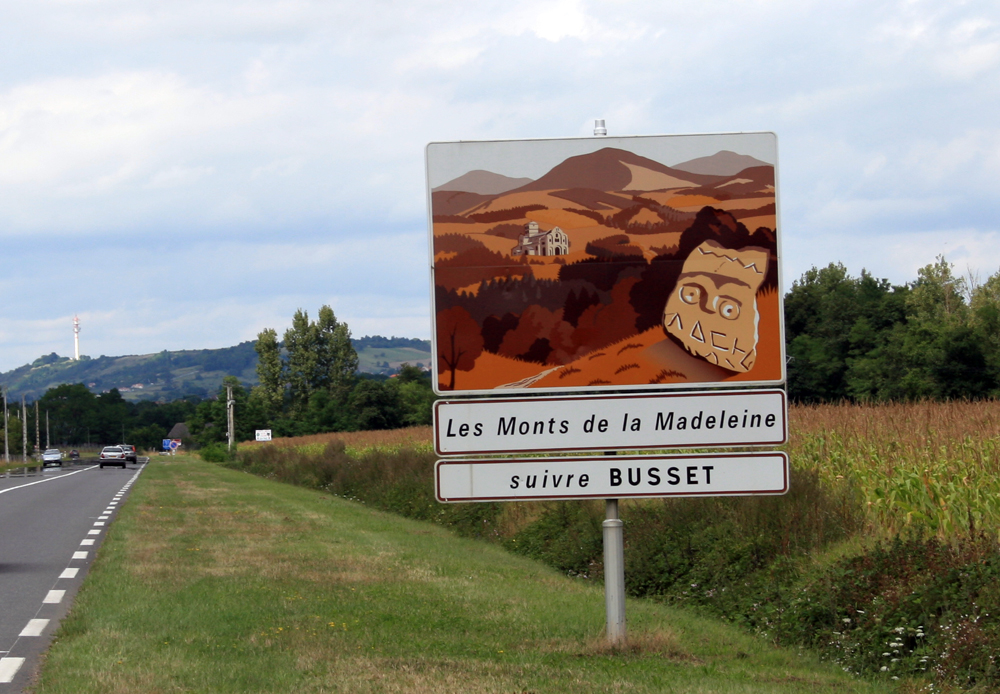
Panneau H32.
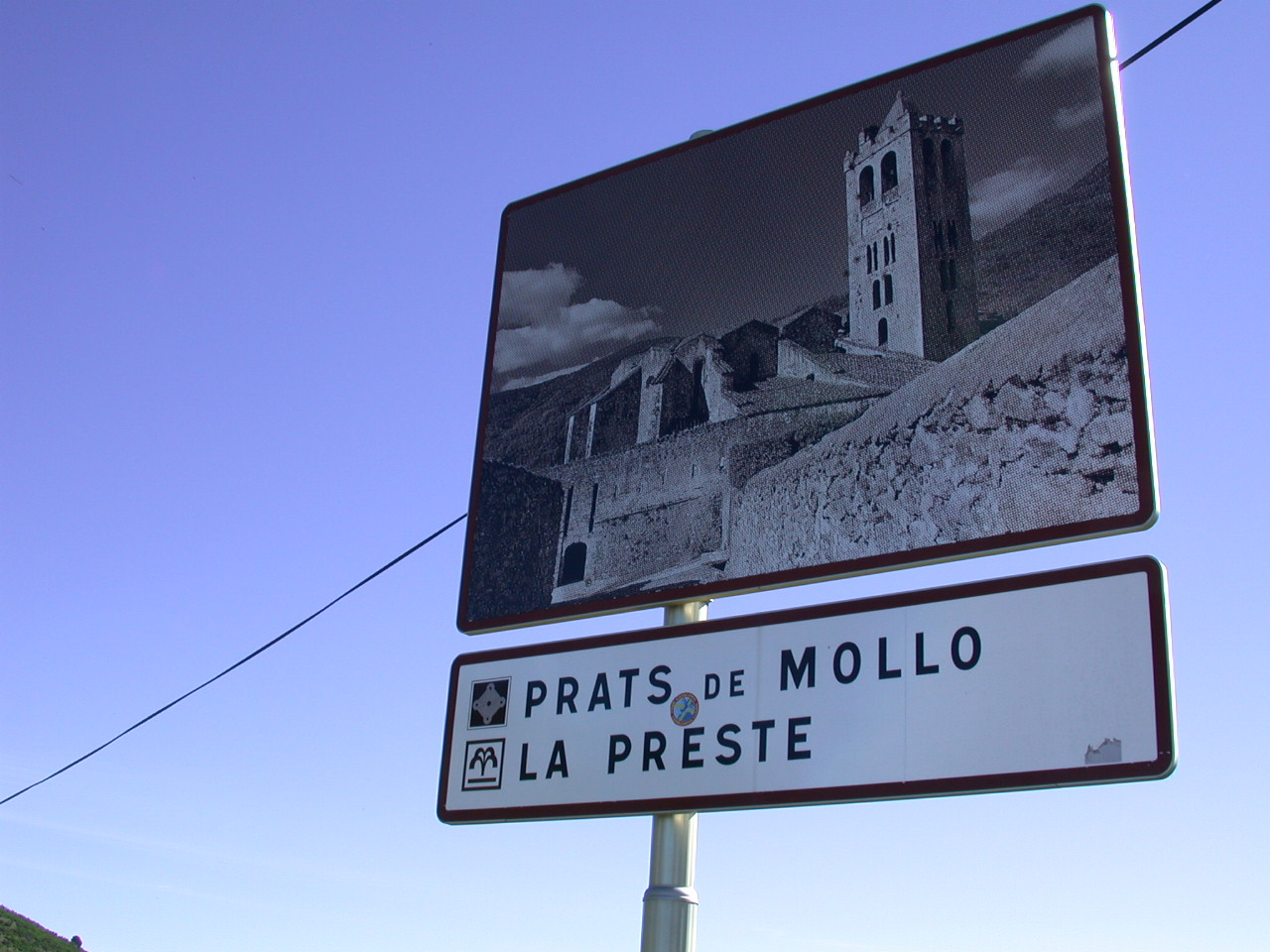
Panneau H33.

### Filmographie
- Seb Coupy, L'image qu'on s'en fait, Les Films du tambour de soie, 2019, 1h15.